# Florin Cîrligea
Florin-Eugen Cîrligea (n. 26 octombrie 1963, Brăila, România) este un politician și om de afaceri român, ales în 2024 deputat din partea partidului Alianța pentru Unirea Românilor (AUR). O analiză din iunie 2025, realizată de Europa Liberă, relevă că el s‑a aflat printre cei 17 parlamentari care dețin proprietăți în București sau județul Ilfov și care, în același timp, încasau chirii de la stat.

## Carieră politică
La alegerile locale din 2020 pe 27 septembrie, Cîrligea a fost ales membru al județului Brăila. Pe 27 martie 2024, liderul AUR George Simion a anunțat că Cîrligea va fi candidatul AUR la Primăria Brăila.

### Deputat (2024–prezent)

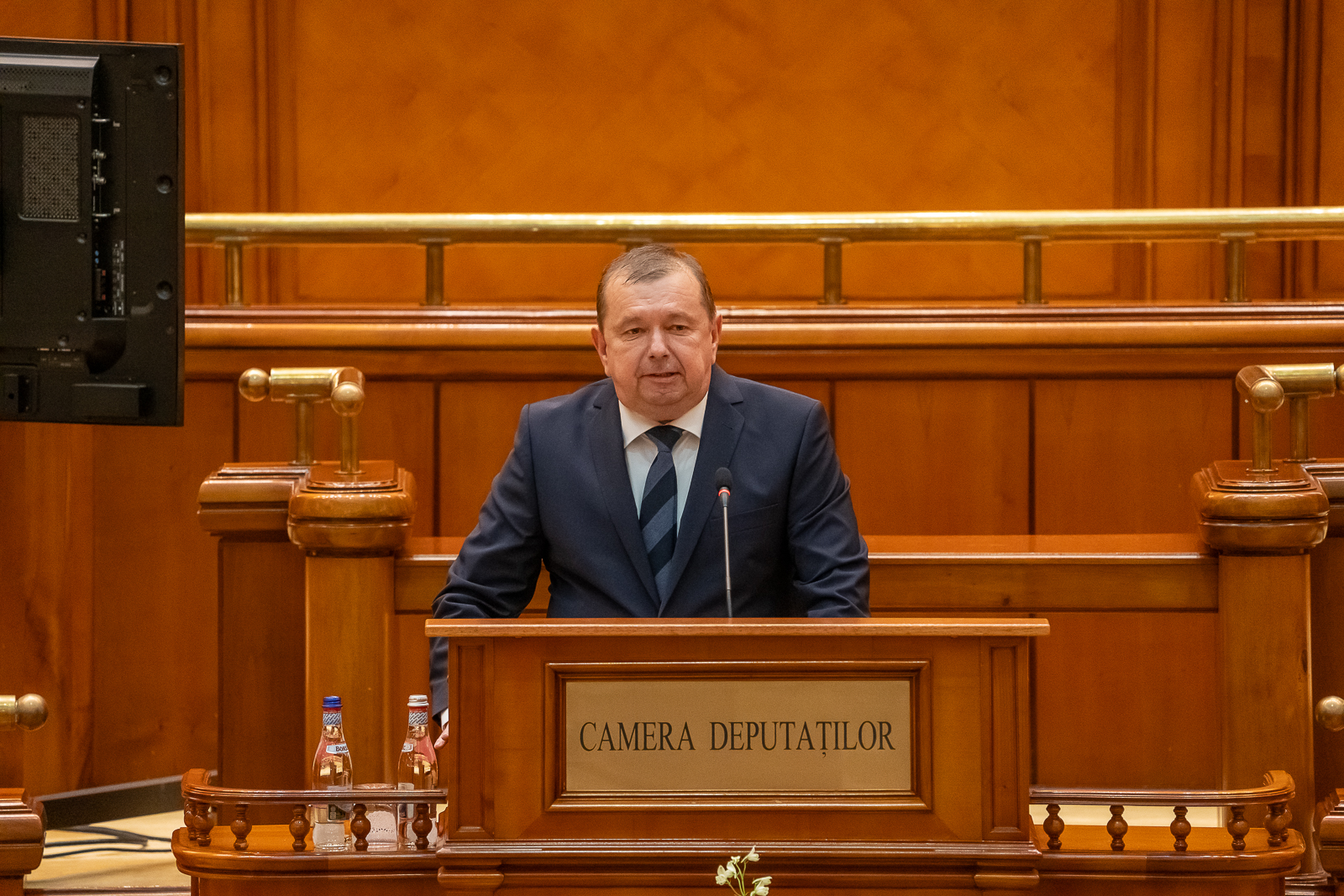
Tanasă depunând jurământul, 21 decembrie 2024

În urma alegerilor parlamentare din 2024 pe 1 decembrie, Cîrligea a fost ales membru al Camerei Deputaților, în circumscripția nr. 4 Brăila, preluând mandatul pe 21 decembrie. În prezent, el este vicepreședinte al Comisiei pentru industrii și servicii, precum și membru al Comisiei pentru transporturi și infrastructură.
O analiză din iunie 2025, realizată de Europa Liberă, relevă că el s‑a aflat printre cei 17 parlamentari care dețin proprietăți în București sau județul Ilfov și care, în același timp, încasau chirii de la stat.